# Geronticus calvus
L'ibis calvo (Geronticus calvus Boddaert, 1783) è un uccello pelecaniforme della famiglia dei Treschiornitidi.

## Distribuzione
L'ibis calvo è diffuso in gran parte dell'Africa meridionale: lo si trova infatti in Sudafrica, Lesotho e Swaziland.
Il suo habitat ideale è rappresentato da zone semiaride e rocciose, con presenza di falesie o canyon rocciosi dove nidificare, alternati ad aree pianeggianti e steppose dove cercare il cibo.

In ciò differisce non poco dagli altri ibis, i quali prediligono le zone paludose o comunque ricche d'acqua.

## Aspetto
L'ibis calvo misura circa 80 cm di lunghezza, per un peso che può raggiungere il chilo e mezzo.

### Caratteristiche

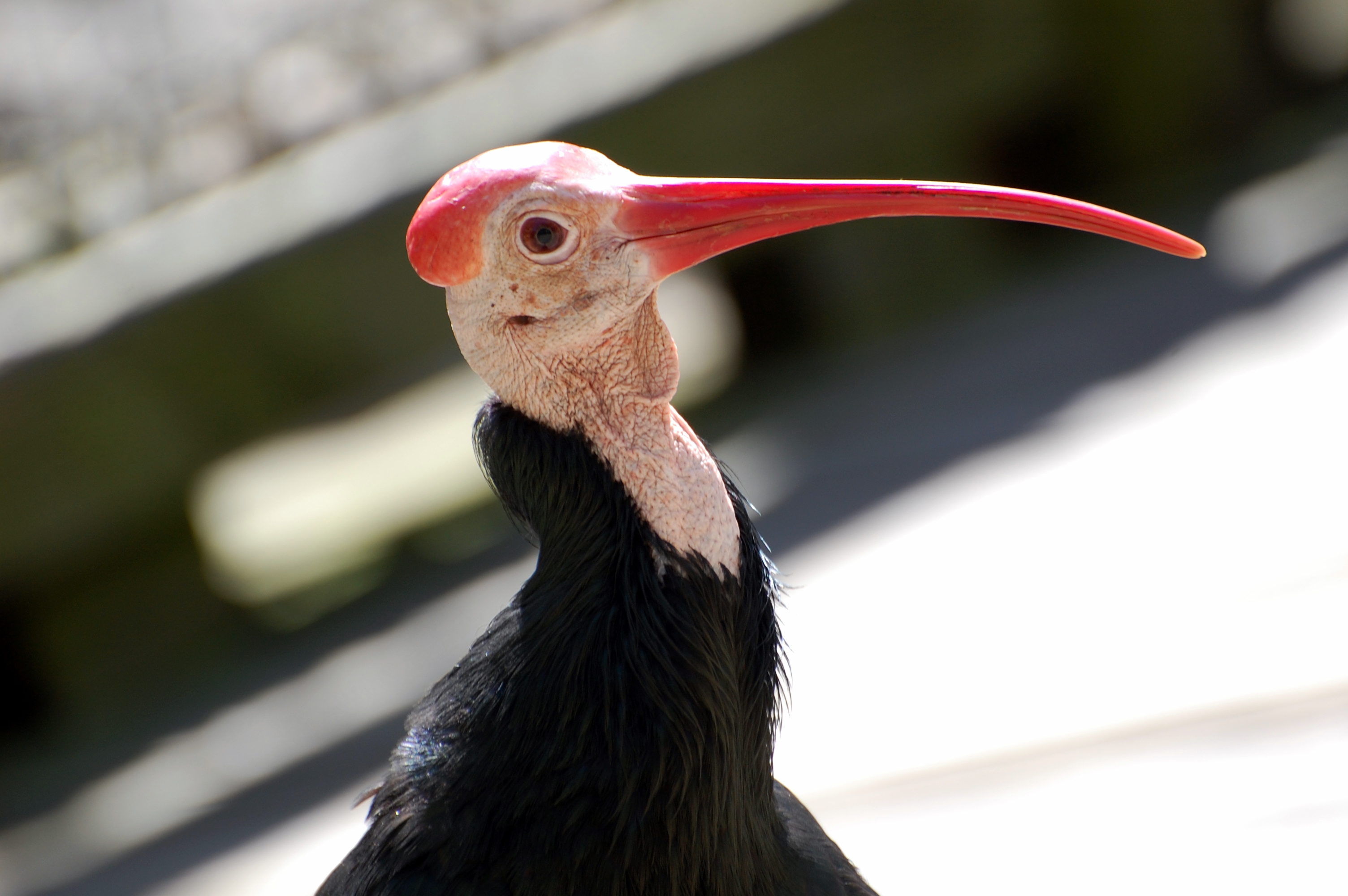
Il profilo di un ibis calvo lascia ben notare le caratteristiche all'origine del nome comune della specie.

Il piumaggio è completamente nero, con riflessi metallici di colore verde e bronzeo presenti in particolare sulle ali. La testa è quasi completamente calva, con l'attaccatura del piumaggio che, a seconda dell'esemplare, può essere sulla nuca o già al di sotto della cervice: la pelle nuda si presenta molto rugosa e di colore rosa chiaro, a volte tendente al biancastro od al giallo. Dall'attaccatura del becco, proseguendo fra gli occhi e fino alla nuca, l'ibis calvo presenta un ispessimento osseo simile a una piccola cresta globosa, liscia e di colore rosso vivo. Le zampe ed il becco, che è lungo e a forma di falce, sono anch'essi dello stesso colore. Gli occhi, piuttosto grandi, sono posti lateralmente, presentano pupilla tondeggiante e sono di colore ambrato.

## Biologia

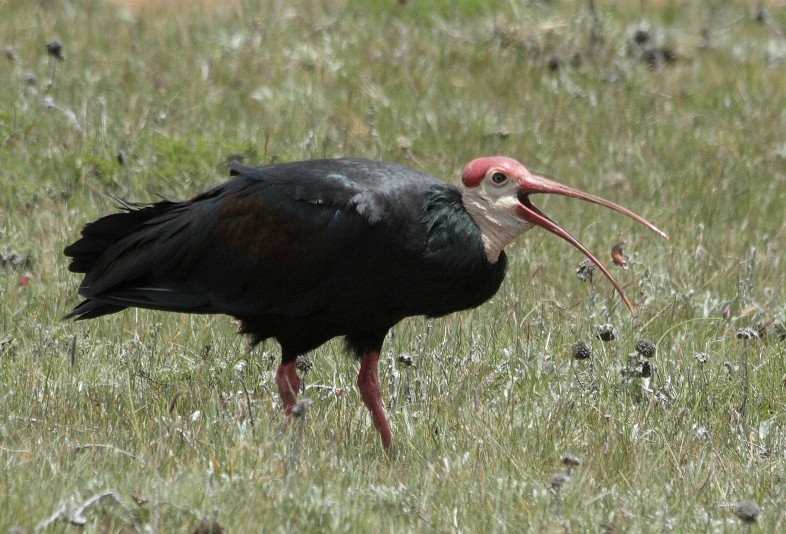
Un ibis calvo ingoia una preda in Lesotho.

L'ibis calvo elegge a propria dimora le rupi scoscese ed inaccessibili dell'Africa meridionale: questa specie tende a vivere in colonie, che giornalmente si involano dai rifugi notturni per raggiungere le zone di foraggiamento, costituite da terreno di consistenza soffice e ricoperto d'erba, con scarsa presenza di cespugli od alberi. Questi animali, infatti, cercano il cibo (costituito da piccoli animali come serpenti, sauri, piccoli mammiferi, insetti ed altri invertebrati) sul terreno, utilizzando il lungo becco a mo' di sonda nel terreno.

### Riproduzione

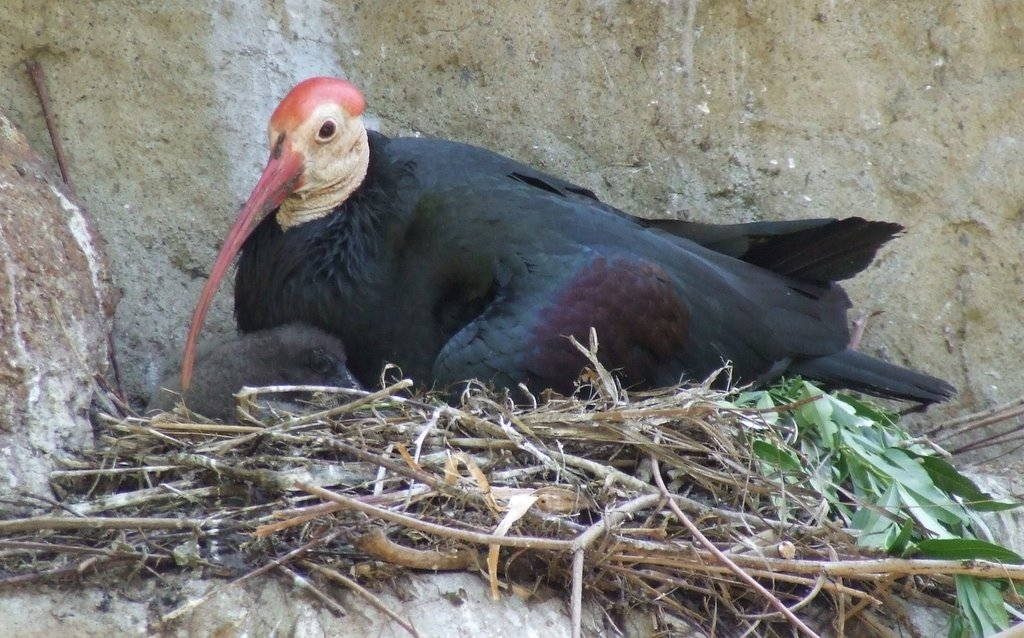
Un ibis calvo sul nido, con un nidiaceo.

L'ibis calvo è un animale rigorosamente monogamo: le coppie, una volta formatesi, restano insieme per tutta la vita, a meno che uno dei due componenti venga a mancare per qualche motivo.

Questa specie nidifica in colonie, di consistenza numerica anche notevole quando possibile: nel nido, costruito dal maschio con rametti e fili d'erba, vengono deposte 2-5 uova (solitamente tre) che ambedue i genitori si incaricano di covare per tre settimane circa. I nidiacei, di colore nerastro, vengono nutriti sia dal maschio che dalla femmina, e si allontanano dal nido attorno ai due mesi di vita.